# Peterploner (Bozen)

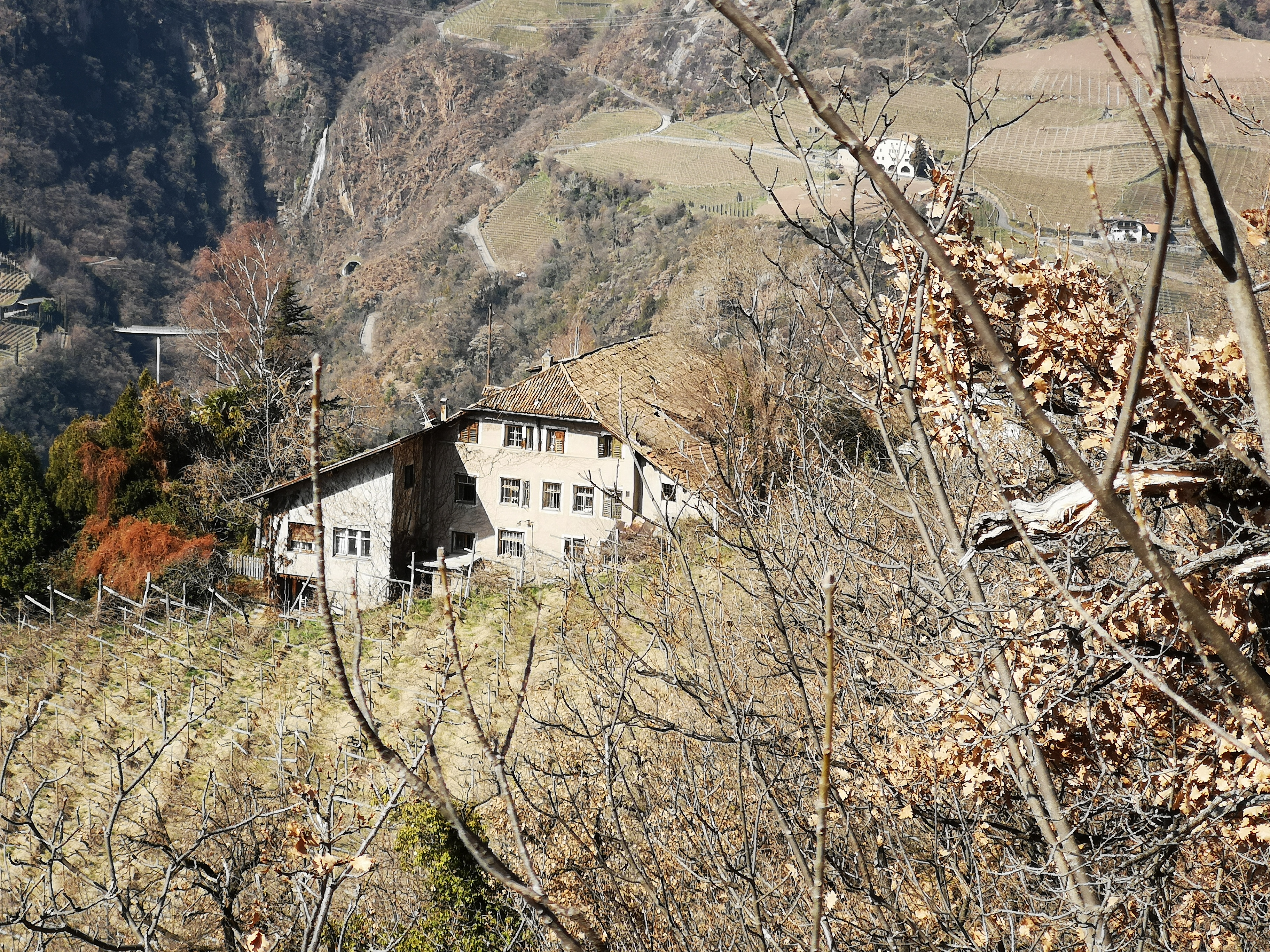
Der Weinhof Peterploner am Hörtenberg oberhalb von Bozen, von Osten

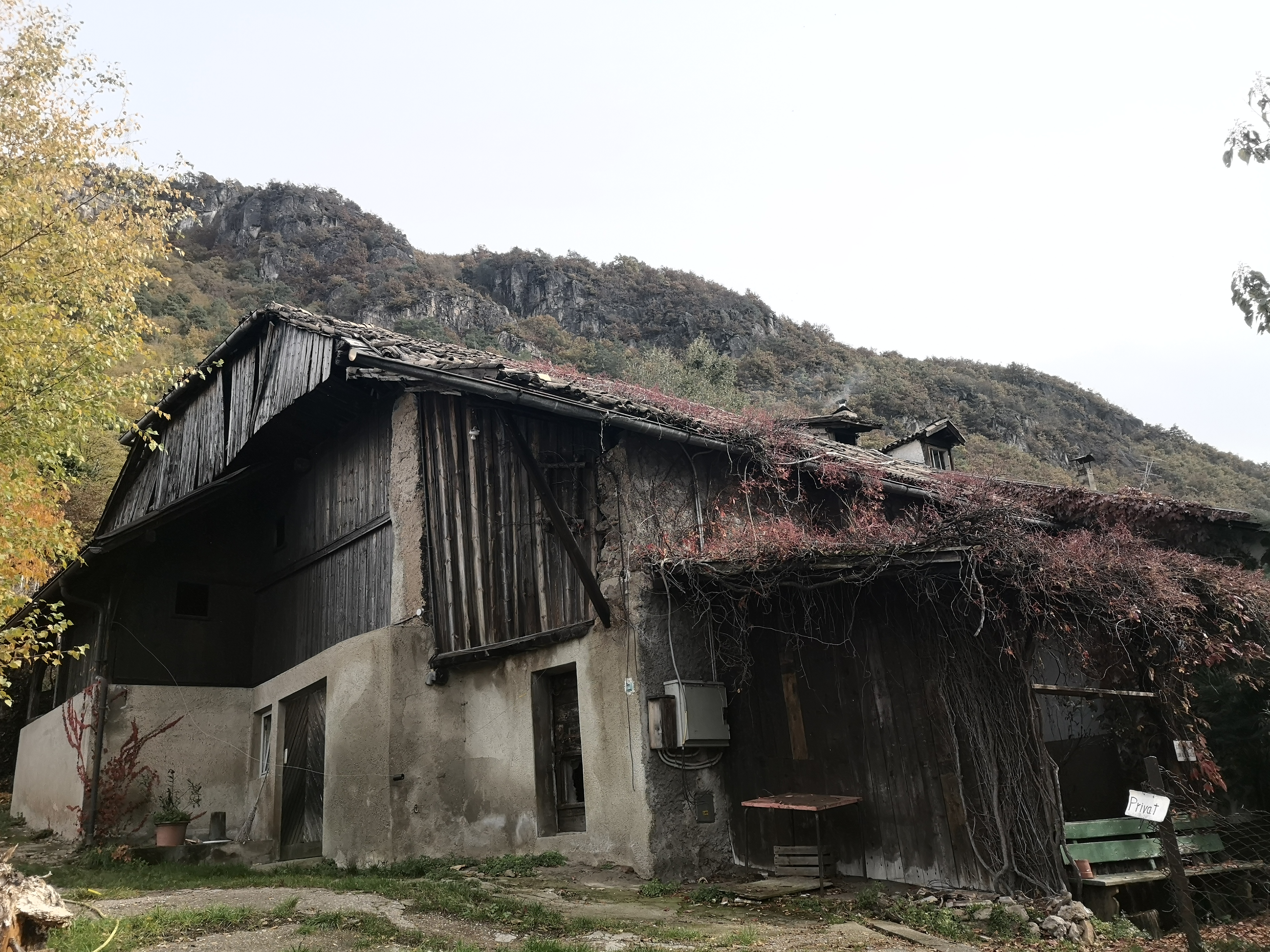
Der Peterploner von Westen

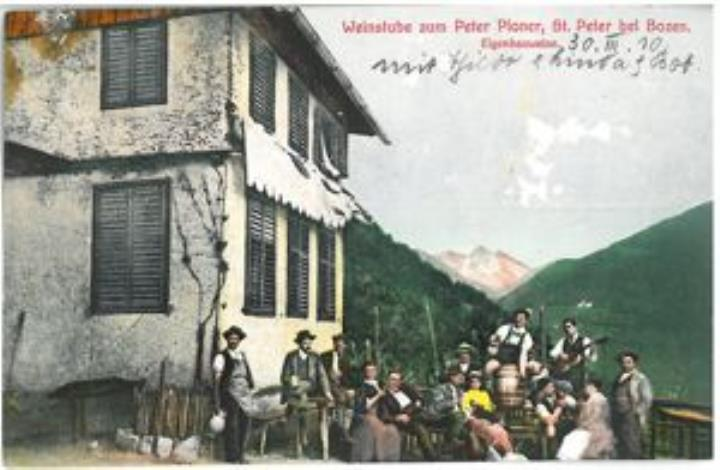
Eine 1910 gelaufene Ansichtskarte mit dem Peterploner als Buschenschank

Das Weingut Peterploner (bisweilen falsch etymologisiert als Peter Ploner) ist ein historisch bedeutsames, ländliches Wohn- und Wirtschaftsgebäude, gelegen auf 520 m am Hörtenberg, dem südwestlichsten Ausläufer des Rittner Bergs, in der Gemeinde Bozen in Südtirol.
Der heute partiell verfallene Hof ist im Kern einer der ältesten Bergbauernhöfe Südtirols. Die Hofstelle ist bereits 1288 im Tiroler landesfürstlichen Urbar Graf Meinhards II. im Abschnitt Der gelt von Griez als „ze Cornel ein hof“ mit Weinzins genannt. Seit dem späten 13. Jahrhundert ist das Gut als Lehen des Hochstifts Trient bezeugt. Im Jahr 1331 erwirbt der Bozner Bürger Albert Schilcher den Besitz, der bei dieser Gelegenheit als gelegen „sub Pederplan superius sanctum Oswaldum“ beschrieben wird. Der Hofname ist auf alpenromanisch *petra plana, in der Bedeutung „flache Felsplatte“, zurückzuführen; tatsächlich steht die Hofanlage auf einer felsig ausgeprägten Hangverebnung.
Im Theresianischen Grundsteuerkataster von 1777 erscheint der Peterplanner-Hof im Besitz von Sebastian Oberrauch und wird wie folgt beschrieben: ein Feuer- und Futterbehausung mit Ingebäu, einem Acker und Weinleit von 23 3/9 Graber von hocher Lage, 6 Morgen schlechter Berg und Öden, wo von alters eine Leit angelegt war, ein Stuck Berg von 13 Morgen, diese Unterschiede stehen beisammen und stoßen gegen Norden an den gemein Razutberg.
Der früher weinwirtschaftlich genutzte Hof war über viele Jahrzehnte ein Buschenschank, der – erreichbar über eine Abzweigung der Oswaldpromenade – zu Erntezeiten als Gastwirtschaft fungierte und als beliebtes Ausflugslokal der Bozner Bevölkerung ein häufiges Foto- und Ansichtskartenmotiv seit dem späten 19. Jahrhundert bildete.